# Saint-Alban-Leysse
Saint-Alban-Leysse là một xã thuộc tỉnh Savoie trong vùng Auvergne-Rhône-Alpes ở đông nam nước Pháp.